# Romeyn Beck Hough
Romeyn Beck Hough (Albany, 30 de marzo de 1857 - Brantingham, 2 de septiembre de 1924) fue un médico, botánico, y explorador estadounidense, conocido por crear The American Woods, una colección de 14 v. de muestras de madera de Norteamérica.

## Biografía
Hough adquirió interés en forestales e historia natural de su padre, Franklin B. Hough, el "Padre de la dasonomía estadounidense" un médico y botánico, que pasó su tiempo con él al aire libre. Asistió a la Universidad de Cornell de Ithaca (Nueva York) Estudió medicina y posteriormente obtiene el título de médico como su padre. Sin embargo, es más conocido por sus contribuciones a la botánica de América del Norte.
Entre 1888 y 1913, Hough publicó trece volúmenes de The American Woods: exhibited by actual specimens and with copious explanatory text (Las Maderas Americanas: exhibidos en muestras reales y con copioso texto explicativo), una colección de muestras de madera de árboles de América del Norte, que se presentan como rodajas transversales finas como el papel. Para cada árbol dedicó una placa de cartón que contenía tres rebanadas-transversal, radial y tangencial- de la madera, acompañada de información sobre botánica, hábitat y usos medicinales y comerciales. Las muestras se prepararon utilizando una máquina de corte que Hough mismo diseñó y patentó en 1886.
Hough había planeado originalmente publicar quince volúmenes, que incluiría las muestras de todos los árboles importantes que se encuentran en América del Norte, pero murió en 1924 antes de que se completara el conjunto completo. Un volumen final, decimocuarto se publicó en 1928 con muestras y notas hechas por Hough que fueron compilados por su hija, Marjorie Galloway Hough. En total, cada volumen contenía al menos 25 placas y la colección completa de 14 tomos se compone por 1.056 rebanadas que representan 354 especies de árboles.

## Otras publicaciones
- 2012. Leaf Key to the Trees of the Northern States and Canada, and a Botanical Glossary. Ed. Hardpress, 76 p. ISBN 1290209111, ISBN 9781290209113
- 1907. Handbook of the trees of the northern states and Canada east of the Rocky Mountains. 5ª ed. de R.B. Hough Co. 470 p.

## Reconocimientos
Su obra botánica fue ampliamente aclamada en su tiempo. En 1908 ganó la Medalla de Oro Elliott Cresson por su contribución a la comprensión y utilización de maderas americanas, y American Woods ganaron los primeros premios en la Exposición Universal de 1889 en París, la Exposición Mundial Colombina de Chicago de 1893, la Exposición Panamericana de 1901 en Buffalo, la Louisiana Purchase Exposition en 1904 en St. Louis, y la Exposición del Pacífico Alaska- Yukon en 1909 en Seattle. los comentarios sobre American Woods lo describen como "una de las contribuciones más valiosas a la literatura de la silvicultura" y "absolutamente sin rival". En 2002, se publicó por Taschen bajo el título The Woodbook , elaborado por Klaus Ulrich Leistikow incluyendo una selección de litografías de hojas y bayas de algunos árboles por Charles Sprague Sargent.

## Epónimos
Especies
- (Agavaceae) Agave houghii Trel. in Standl.[7]
- (Mimosaceae) Acaciella houghii Britton & Rose[8]